# PCN
Класифікаційне число покриття (англ. Pavement classification number, PCN) є стандартом Міжнародної організації Цивільної Авіації (ІКАО), що використовується у комбінації з класифікаційним числом повітряного судна (ACN) для визначення параметрів міцності ЗПС, руліжної доріжки чи перону аеродрому (чи рампи). Це допомагає у визначенні, чи ЗПС аеропорту, руліжна доріжка чи перон (чи рампа) не піддаються надмірному зносу і розривам, що дозволяє продовжити термін служби останніх, а також надаючи додаткові можливості безпечного приземлення літальних апаратів.

## Як це працює
Насправді число PCN визначається кодом з п'яти частин, що розділені похилими рисками, кожна з яких описує частину покриття.
Першою частиною є числове значення PCN, що визначає потужності по витримці навантаження на покриття. Значення завжди є цілим, округленим від визначеного значення. Величина розраховується, базуючись на серії факторів, таких як геометрія літального апарата та патерни трафіку покриття, і не обов'язково визначає пряму міцність покриття.
Друга частина позначається літерою: або R, або F, в залежності від власне покриття ― відповідно Жорстке (англ. rigid), переважно ― бетон, чи Нежорстке (англ. flexible), переважно ― асфальт.
Третя частина також позначається літерою від A до D, що визначають міцність того, що лежить під покриттям, також називається основою. Таким чином, основа, визначена як A, буде дуже міцною, такою як бетоно-стабілізована глина. Основа класу D буде дуже слабкою, наприклад, ґрунт.
Нежорстке покриття має чотири категорії для основи:
| Категорія     | Міцність | Значення                           |
| ------------- | -------- | ---------------------------------- |
| Міцне         | A        | CBR 15 (Всі CBR, що більші за 13%) |
| Середнє       | B        | CBR 10 (Для CBR від 8% до 13%)     |
| Слабке        | C        | CBR 6 (Для CBR від 4% до 8%)       |
| Ультра слабке | D        | CBR 3 (Для CBR нижче 4%)           |

Жорстке покриття має чотири категорії для основи:
| Категорія     | Міцність | Значення                                                         |
| ------------- | -------- | ---------------------------------------------------------------- |
| Міцне         | A        | k = 150 MN/m3 (550 lb/in3) (Всі значення k, більші за 120 MN/m3) |
| Середнє       | B        | k = 80 MN/m3 (300 lb/in3) (Для значень між 60 та 120 MN/m3)      |
| Слабке        | C        | k = 40 MN/m3 (150 lb/in3) (Для значень між 25 та 60 MN/m3)       |
| Ультра слабке | D        | k = 20 MN/m3 (75 lb/in3) (Для значень k, що менші за 25 MN/m3)   |

Четвертою частиною може бути або літера, або число зі значенням, що визначають максимальний тиск в шинах, який може витримати покриття. У літерах це визначається наступним чином: W є найвищим, що означає, що покриття може витримати будь-який тиск в шинах. Бетонні поверхні можуть витримати більший тиск в шинах, ніж будь-який комерційний літальний апарат може мати на сьогоднішній день, тому майже завжди використовується для таких поверхонь значення W. Інша літерна класифікація наведена нижче:
| Категорія  | Клас поверхні | Максимальний тиск у шинах |
| ---------- | ------------- | ------------------------- |
| Необмежено | W             | Без обмежень по тиску     |
| Високе     | X             | 1.75 МПа (254 psi)        |
| Середнє    | Y             | 1.25 МПа (181 psi)        |
| Низьке     | Z             | 0.5 МПа (72 psi)          |

П'ята і остання частина описує, як було розроблено перше значення: T визначає технічну оцінку, U визначає використання (англ. usage) ― фізичний режим тестування.
Таким чином, значення PCN 80/R/B/W/T означає, що значення міцності покриття є 80 (безрозмірне), є жорстким (скоріш за все бетон), є із середньоміцної підгрупи, без обмежень за тиском у шинах, і було розраховане за допомогою технічної оцінки.

## Зовнішні посилання
- Pavement Operations. Міністерство Транспорту Канади. Архів оригіналу за 2 квітня 2009.
- Typical Aircraft Load Ratings. Міністерство Транспорту Канади. Архів оригіналу (JPG) за 11 березня 2007.
- http://www.boeing.com/assets/pdf/commercial/airports/faqs/Calculating_PCN_using_the_FAA_Method.pdf [Архівовано 30 серпня 2017 у Wayback Machine.]
- http://www.pavers.nl/acn_pcn_classnumb2.html [Архівовано 5 вересня 2017 у Wayback Machine.]
- https://www.ivao.aero/training/documentation/books/ATP_SEC_ACNPCN.pdf [Архівовано 16 липня 2017 у Wayback Machine.]
- https://www.faa.gov/airports/resources/advisory_circulars/index.cfm/go/document.current/documentNumber/150_5335-5 [Архівовано 5 вересня 2017 у Wayback Machine.]
- http://encyclopedia2.thefreedictionary.com/pavement+classification+number [Архівовано 5 вересня 2017 у Wayback Machine.]